# Can Parellada (masia de Masquefa)
Can Parellada és una masia de Masquefa (Anoia) inclosa a l'Inventari del Patrimoni Arquitectònic de Catalunya. Can Parellada formava part d'una gran hisenda que comprenia també les propietats anomenades el Maset, Can Valls i la Pedrosa. Aquesta masia va ser reformada pels voltants de 1930. Més tard fou adaptada per restaurant. Masia de planta baixa, dos pisos i coberta amb terrat. En les formes que es van fer es van adossar tres cossos més alts, coberts amb teula, mantenint la simetria del conjunt, a més de nombroses dependències auxiliars. El conjunt queda tancat per un pati del que s'ha de destacar la porta d'entrada amb elements de maó molt ornamentals. La façana original és simètrica, amb tres balcons al primer pis, i en el segon, a sobre de cada balcó s'hi obren tres finestres de punt rodó. Destaca la barana del terrat amb balustres de terracota i un rellotge de sol.